# Gentile Bellini
Gentile Bellini (1429 — 1507)  foi um pintor veneziano e filho de Jacopo Bellini. Foi batizado Gentile por causa do mestre de Jacopo, Gentile da Fabriano. A partir de 1474, foi o pintor e retratista oficial do Doge de Veneza.
Muitas das obras ainda existente de Gentile Bellini consistem de grandes pinturas para prédios oficiais, incluindo aqueles para a Scuola Grande di San Marco, pintado com seu irmão, Giovanni Bellini. A Scuola Grande di San Giovanni Evangelista contratou Bellini para pintar um ciclo narrativo. Das três obras executadas, a mais bonita, a Procissão da Vera Cruz na Piazza San Marco, foi pintada em 1496. Em 1478, foi escolhido pelo governo de Veneza para ir a Constantinopla e finalizar o retrato do sultão Maomé II, o Conquistador. Pitadas orientais aparecem em outras obras suas, incluindo o retrato de um artista turco e São Marcos pregando em Alexandria, finalizado por Giovanni Bellini.
Em seus últimos anos foi o primeiro mestre de Ticiano.

## Galeria

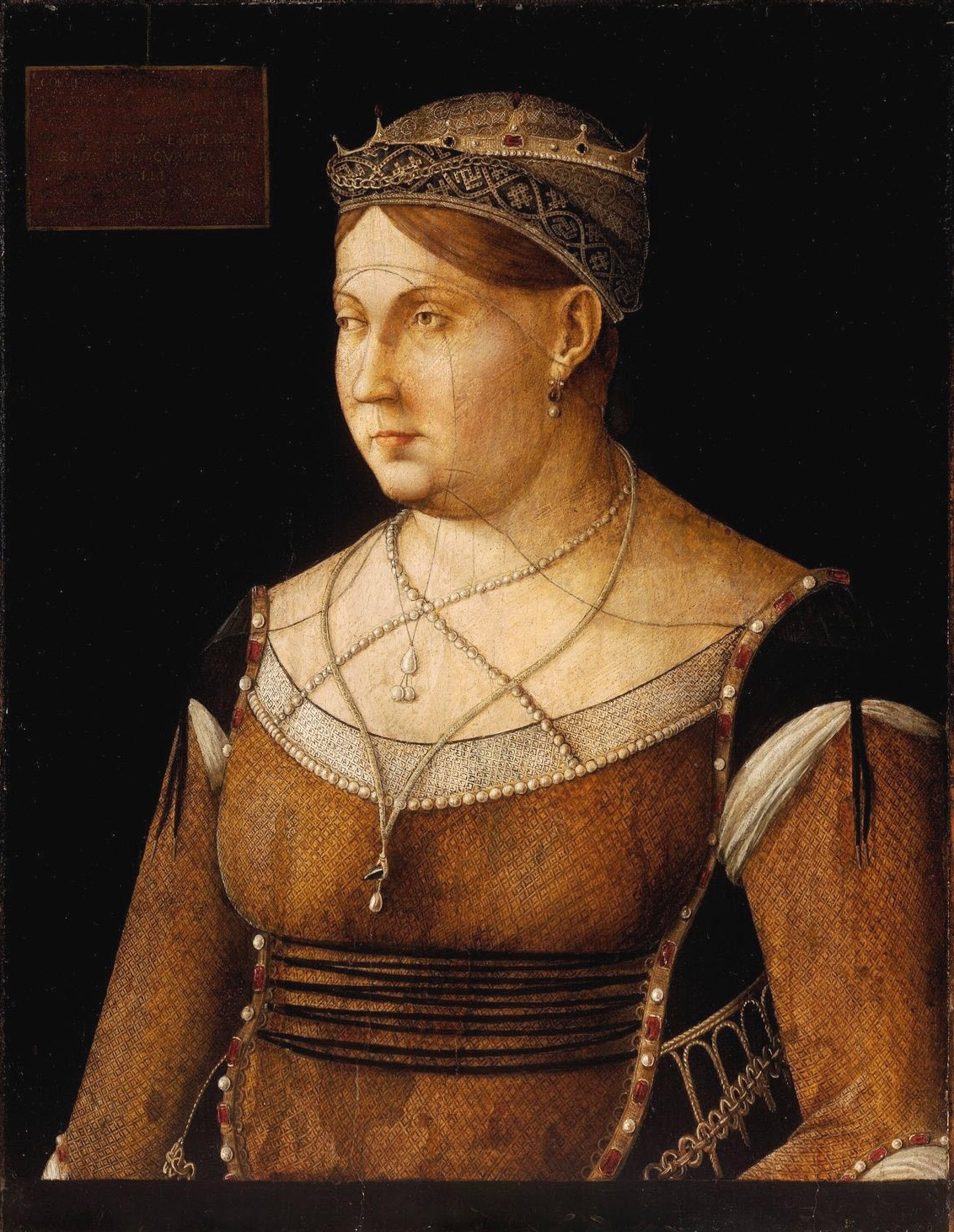
Caterina Cornaro, Rainha de Chipre Museu de Belas Artes de Budapeste
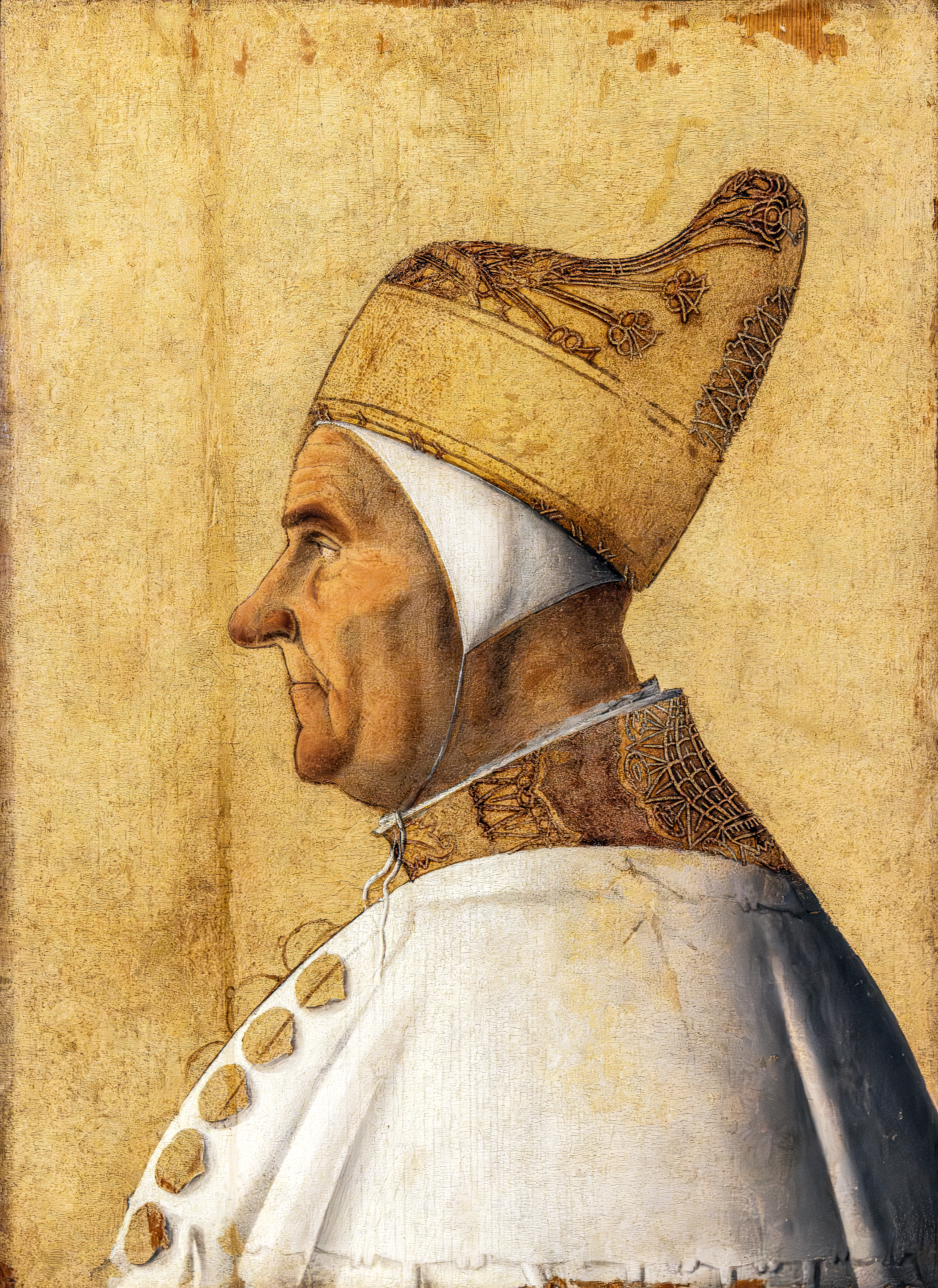
Doge Giovanni Mocenigo Museu Correr
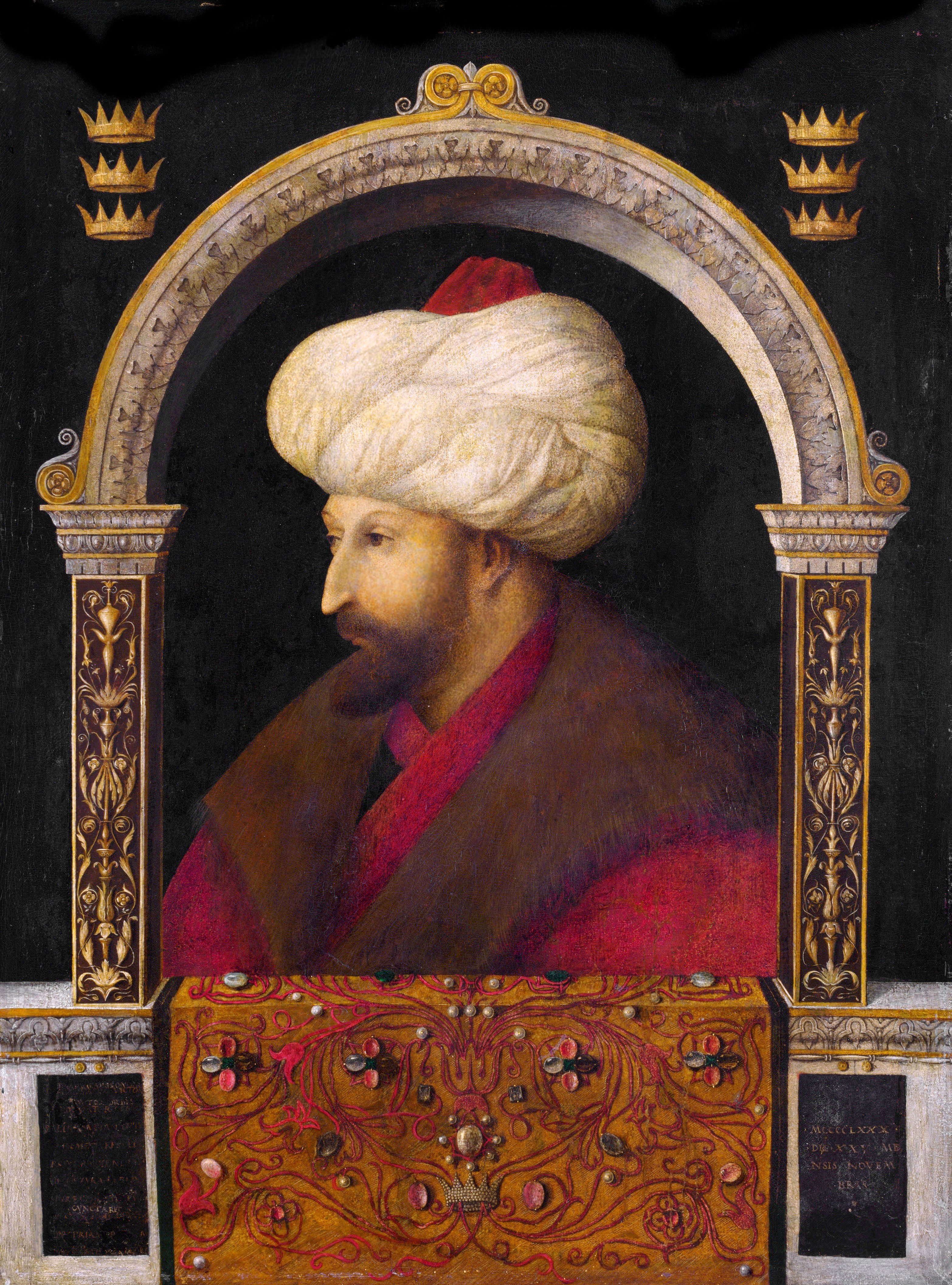
Sultão Maomé II National Gallery, Londres
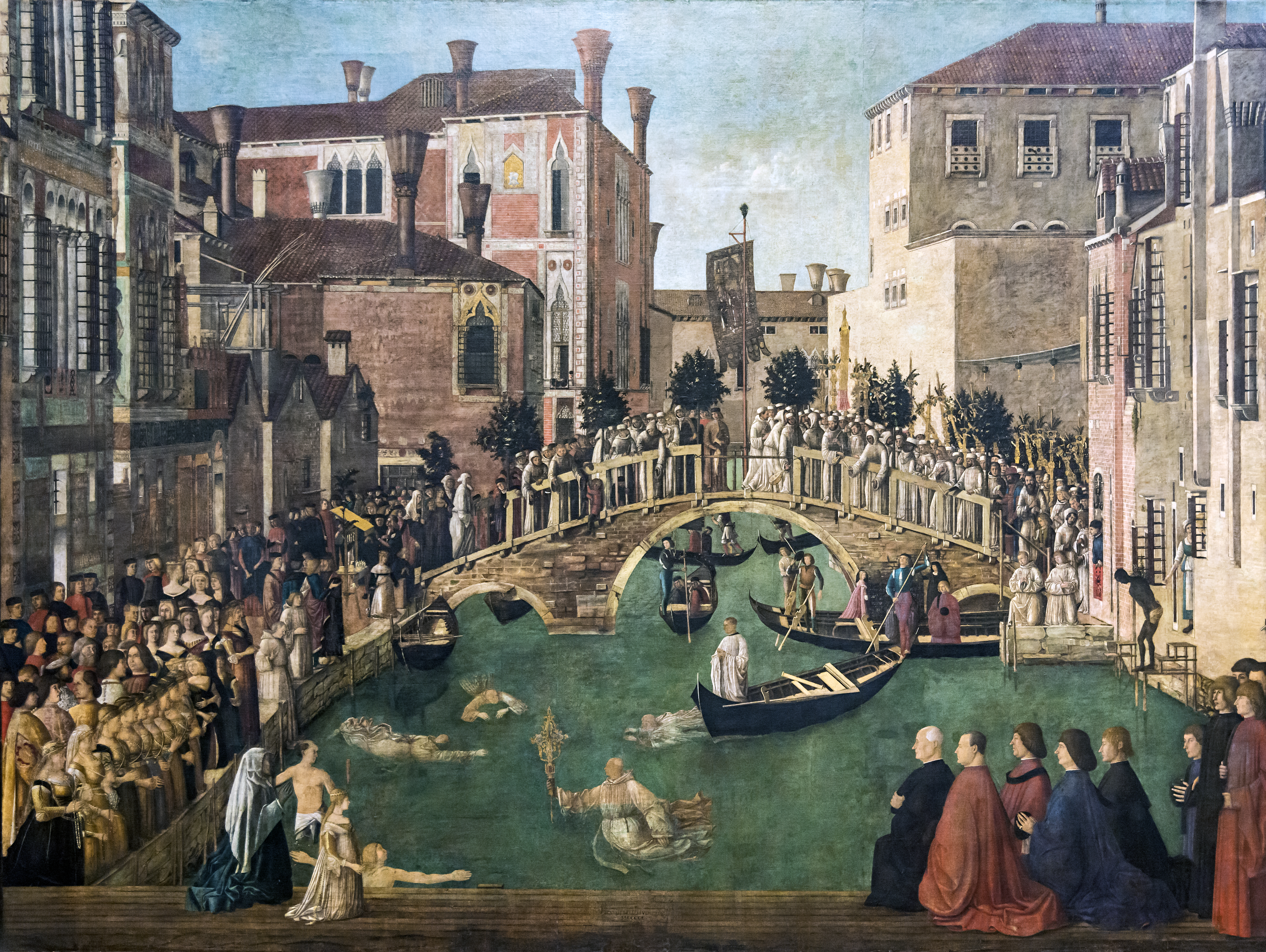
O Milagre da Verdadeira Cruz perto da Ponte de São Lourenço, Accademia, Veneza.
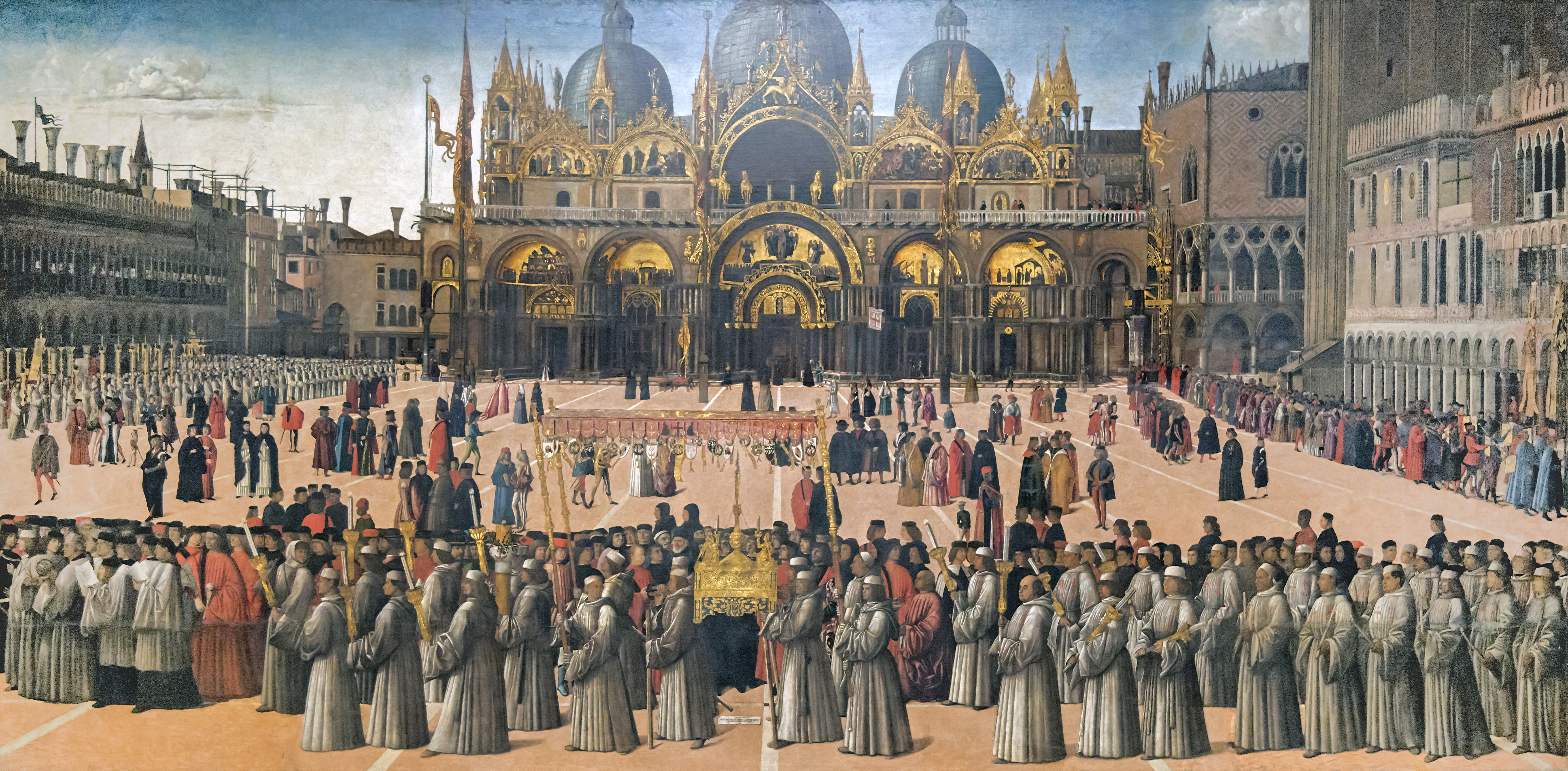
Procissão na praça São Marcos Accademia, Veneza
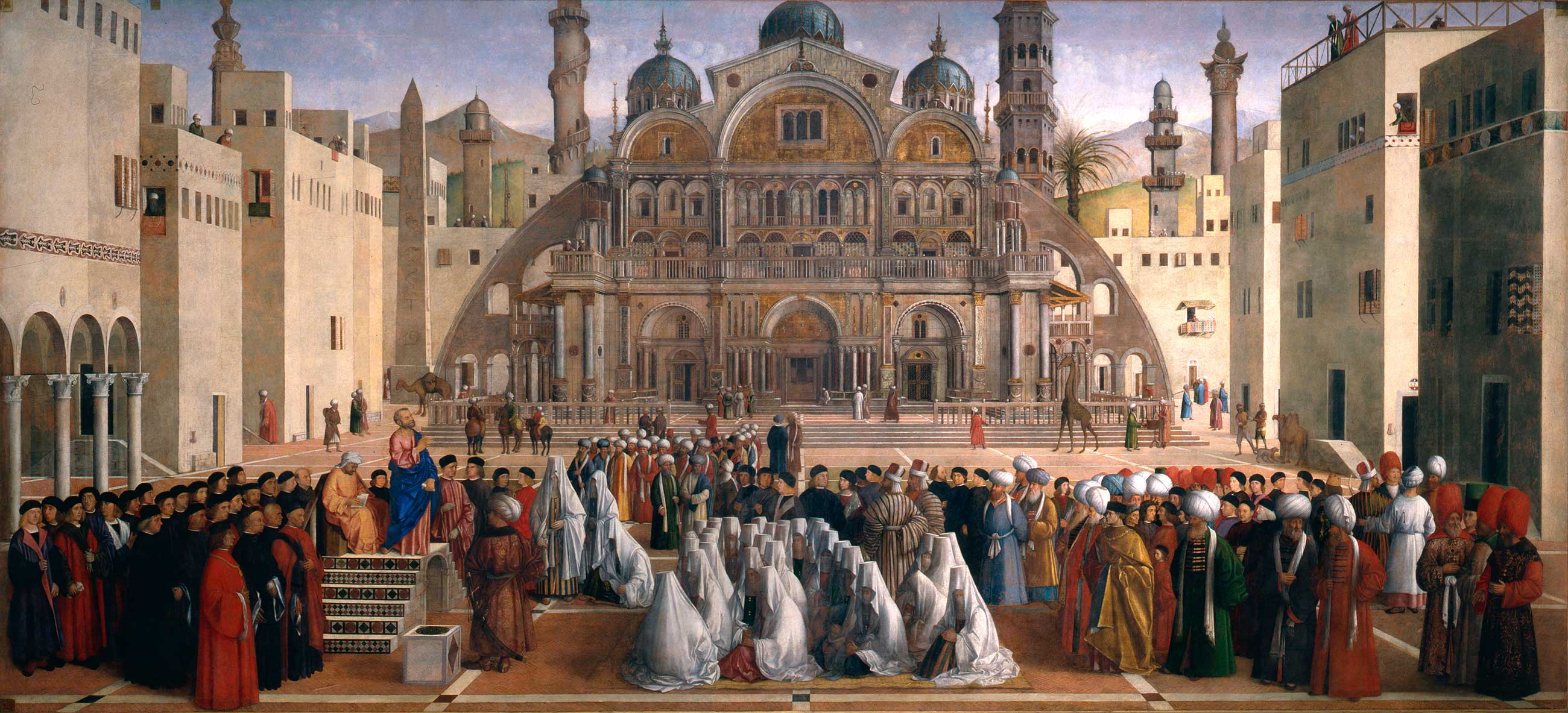
Pregação de São Marcos em Alexandria do Egito Pinacoteca de Brera

Suas obras podem ser encontradas nos seguintes locais:
- Scuola Grande di San Marco, Veneza
- Galeria Nacional de Londres
- Museu Correr, Veneza
- Gallerie dell'Accademia, Veneza
- Pinacoteca de Brera, Milão
- Museu de Belas Artes de Budapeste
- Museu Bagatti Valsecchi, Milão